# Glishades
Glishades é um gênero de dinossauro do Cretáceo Superior dos Estados Unidos. Há uma única espécie descrita para o gênero Glishades ericksoni.